# Jean-Marie Charles Abrial
Jean-Marie Charles Abrial (ur. 17 grudnia 1879 w Réalmont, zm. 19 grudnia 1962 w Dourgne) – francuski wiceadmirał, minister marynarki, uczestnik obu wojen światowych i kolaborant.

## Życiorys

### I wojna światowa
Służbę rozpoczął w 1896 roku, kiedy to rozpoczął naukę w École navale i otrzymał stopień midszypmena. Podczas I wojny światowej służył jako dowódca patrolowca oceanicznego. W 1917 roku odszedł ze służby na swym okręcie i dołączył do dywizjonu okrętów walczących z okrętami podwodnymi. W 1920 r. awansowany został do stopnia komandora podporucznika (Capitaine de Frégate), początkowo dowodził okrętem „Commandant Bory”, a później całą flotyllą okrętów na Morzu Śródziemnym.

### Dwudziestolecie międzywojenne
W 1925 r. awansowany został do stopnia komandora (Capitaine de Vaisseau). W latach 1927–1929 dowodził krążownikiem „Tourville”. W 1930 r. awansowany na kontradmirała, a 6 lat później na wiceadmirała. Od 1936 do 1939 r. dowodził eskadrą na Morzu Śródziemnym. W 1940 r. generał Maxime Weygand wyznaczył go na dowódcę północnych sił morskich.

### II wojna światowa
Brał aktywny udział w operacji Dynamo u boku Brytyjczyków, był jednym z ostatnich ewakuowanych oficerów. Po ewakuacji wysłany został do Cherbourga, gdzie 19 czerwca poddał się Niemcom. Od lipca 1940 do 1941 r. służył jako gubernator generalny Francji Vichy w Algierii. W listopadzie 1942 r. Pierre Laval wyznaczył go na ministra marynarki, funkcję tę pełnił do 25 marca 1943 roku.
Po upadku Francji Vichy został aresztowany i następnie skazany na 10 lat pracy przymusowej. Z więzienia zwolniony został w 1947 roku, a w 1954 r. uzyskał amnestię.

## Odznaczenia
- Krzyż Wielki Orderu Narodowego Legii Honorowej (1940)
- Wielki Oficer Orderu Narodowego Legii Honorowej (1937)
- Komandor Orderu Narodowego Legii Honorowej (1932)
- Oficer Orderu Narodowego Legii Honorowej (1921)
- Kawaler Orderu Narodowego Legii Honorowej (1913)[4]
- Medal Wojskowy
- Order Zasługi Morskiej
- Krzyż Wojenny 1939–1945
- Order Franciski
- Komandor Orderu Sławy (Tunezja)
- Komandor Orderu Alawitów (Maroko)